# Боссхард, Эрнст
Эрнст Бо́ссхард (нем. Ernst Bosshard; род. 5 декабря 1921) — швейцарский кёрлингист.
В составе мужской сборной Швейцарии участник чемпионата мира 1972 (заняли пятое место). Чемпион Швейцарии среди мужчин.
Играл на позиции первого.
В 1962 был в числе основателей кёрлинг-клуба CC Dübendorf.

## Достижения
- Чемпионат Швейцарии по кёрлингу среди мужчин: золото (1972).

## Команды
| Сезон   | Четвёртый          | Третий           | Второй             | Первый         | Турниры                      |
| ------- | ------------------ | ---------------- | ------------------ | -------------- | ---------------------------- |
| 1971—72 | Петер Аттингер мл. | Бернард Аттингер | Петер Аттингер ст. | Эрнст Боссхард | ЧШМ 1972 · ЧМ 1972 (5 место) |

(скипы выделены полужирным шрифтом)